# Condado de Strzelce
Condado de Strzelce (polaco: powiat strzelecki) é um powiat (condado) da Polónia, na voivodia de Opolskie. A sede do condado é a cidade de Strzelce Opolskie. Estende-se por uma área de 744,28 km², com 81 205 habitantes, segundo os censos de 2005, com uma densidade 109,11 hab/km².

## Divisões admistrativas
O condado possui:
Comunas urbana-rurais: Kolonowskie, Leśnica, Strzelce Opolskie, Ujazd, Zawadzkie
Comunas rurais: Izbicko, Jemielnica
Cidades: Kolonowskie, Leśnica, Strzelce Opolskie, Ujazd, Zawadzkie

## Demografia
População (dados de 30 de Junho de 2005):
|          | Total   | Total | Mulheres | Mulheres | Homens  | Homens |
| -------- | ------- | ----- | -------- | -------- | ------- | ------ |
|          | pessoas | %     | pessoas  | %        | pessoas | %      |
| Total    | 81 205  | 100   | 41 583   | 51,2     | 39 622  | 48,8   |
| Cidades  | 36 669  | 100   | 18 900   | 51,5     | 17 769  | 48,5   |
| Povoados | 44 536  | 100   | 22 683   | 50,9     | 21 853  | 49,1   |